# 桑德拉·梅森
桑德拉·普鲁内拉·梅森女爵士，GCMG、DA、KC，（英語：Dame Sandra Prunella Mason，1949年1月17日—）是巴巴多斯第8任也是末任总督，同时也是该国的首任总统。
桑德拉·梅森是一名执业律师，是巴巴多斯第一个获得律师资格的女性；她曾经担任圣卢西亚高等法院及巴巴多斯上诉法院的法官。梅森曾经担任过加勒比共同体区域一体化评估委员会的主席，是第一位被任命为巴巴多斯大使的法官，也是第一名入职巴巴多斯上诉法院的女性。她同样也是第一个在英联邦秘书处仲裁法庭任职的巴巴多斯人。桑德拉·梅森被称为是巴巴多斯最有权势的10个女人之一。
2017年，她獲任命为巴巴多斯第8任总督，任期自2018年1月8日开始。被任命的同时，她还被授予了圣米迦勒及圣乔治爵级大十字勋章。在就任总督之后，桑德拉·梅森女爵士也成为国家英雄勋章骑士团、巴巴多斯勋章骑士团和自由勋章骑士团的大总管。
2020年，她宣讀由巴巴多斯政府所撰的御座致辞，當中明確計劃於翌年獨立紀念日（2021年11月30日）讓該國成為共和國。修憲後，梅森獲總理和反對黨領袖聯合提名為唯一總統候選人，並得到國會選舉認可。她遂如期於當日卸任末代總督，並取代原本她所代表的巴貝多女王，成為該國虛位元首及首任總統。

## 早年生活
1949年1月17日，桑德拉·普鲁内拉·梅森在巴巴多斯圣菲利普区出生。小学就读于圣凯瑟琳小学（St. Catherine's Primary School），9岁升读女王学院，1968年毕业后在女王玛格丽特初中（Princess Margaret Secondary School）教书。次年在巴克莱银行任柜台职员，后被西印度群岛大学洞穴山分校录取，获法学士学位，1973年毕业时是该校法律系的第一批毕业生。
1975年获千里達及托巴哥休·伍德法学院法律教育证书，成为巴巴多斯首个从该校毕业的女律师。同年11月10日获律师执业资格，成为巴巴多斯律师协会（Barbados Bar Association）第一位女成员。她是国际职业妇女福利互助会的成员，为该会巴巴多斯分会捐款。

## 职业生涯
1975年起在巴克莱银行信托管理分部（Trust Administration for Barclay）工作，其后辗转于公司多个部门，直至1977年离职。
1978年起，任少年与家事法庭裁判官（Magistrate of the Juvenile and Family Court），同时在西印度群岛大学兼课，教家庭法。1983年辞任教职，继续担任裁判官。1988年，梅森在伦敦皇家公共行政学院完成司法管理课程。1991年至1999年任职于联合国儿童权利委员会，1993年至1995年任副主席，1997年至1999年任主席 。
1991年至1992年，在由13个成员组成的加勒比共同体委员会中担任主席，负责评估区域一体化进程，是委员两名女性中的一名。1992年离开家事法庭，担任驻委内瑞拉大使，成为巴巴多斯首位出任大使的女裁判法官。1993年至1994年，先后任驻智利、哥伦比亚、巴西大使。1994年回到巴巴多斯，获任命巴巴多斯首席裁判官，1997年成为巴巴多斯最高法院司法常务官。
2000年，在加拿大温莎大学法学院完成纠纷解决替代方案课程，随后获新斯科舍省哈利法克斯英联邦司法教育研究院奖。2001年，在西印度群岛大学完成高级纠纷解决课程，同时继任担任司法常务官，直至2005年获女皇任命为巴巴多斯御用大律師。2008年，梅森宣誓就任上诉庭法官，成为巴巴多斯上诉法庭的首位女法官。2012年，临时担任巴巴多斯总督三天。次年，获任命为英联邦秘书处仲裁庭首位巴巴多斯成员，负责解决英联邦成员国之间的合约纠纷问题，也因该职务入选巴巴多斯10个最有权力的女性。

## 政治履历

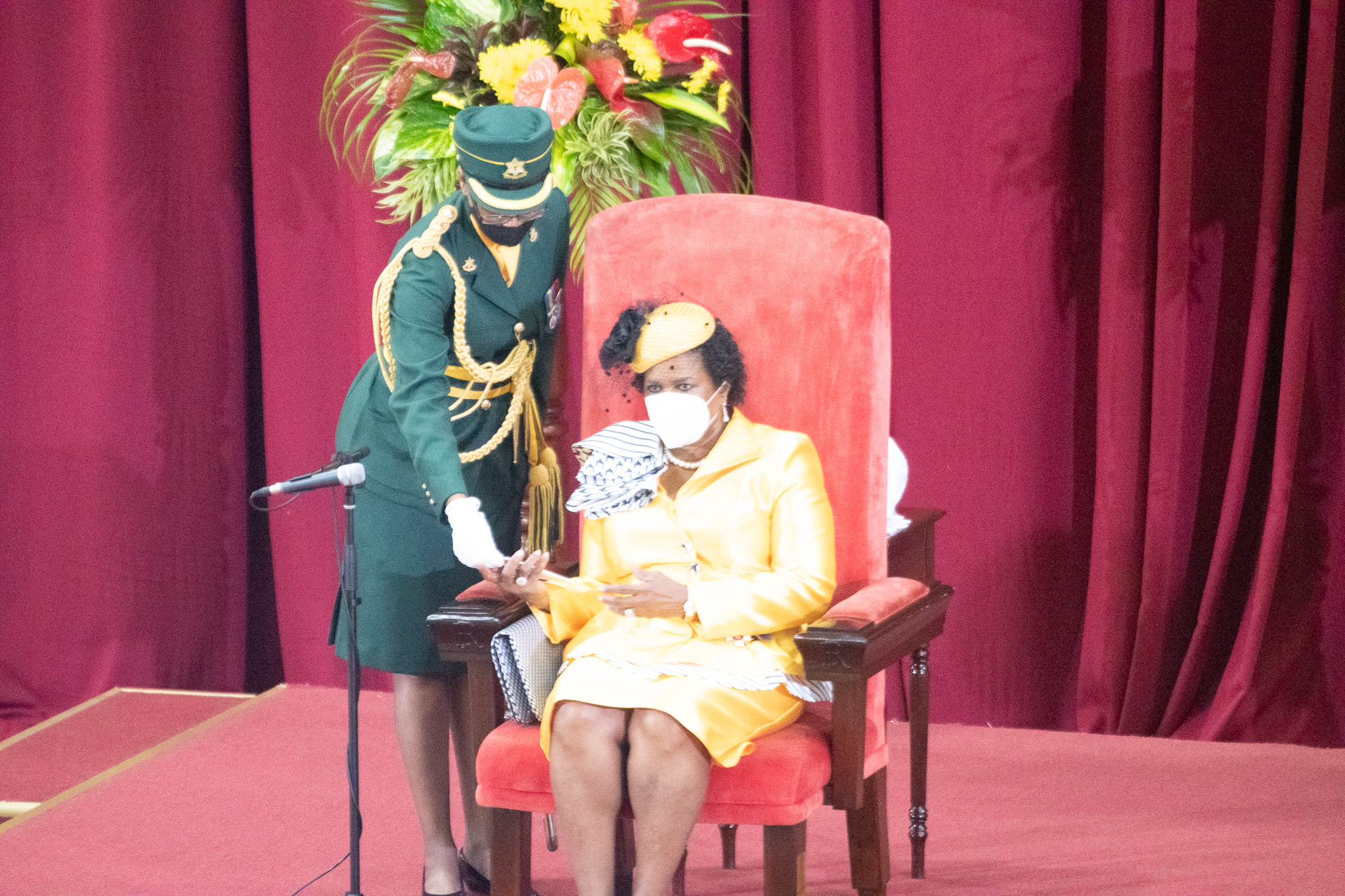
2020年9月，梅森发表御座致辞。

2017年，梅森获任命巴巴多斯第8任总督，2018年1月8日开始任期。任命当天获得最卓越的圣米迦勒及圣乔治骑士团大爵级十字勋衔女爵士。

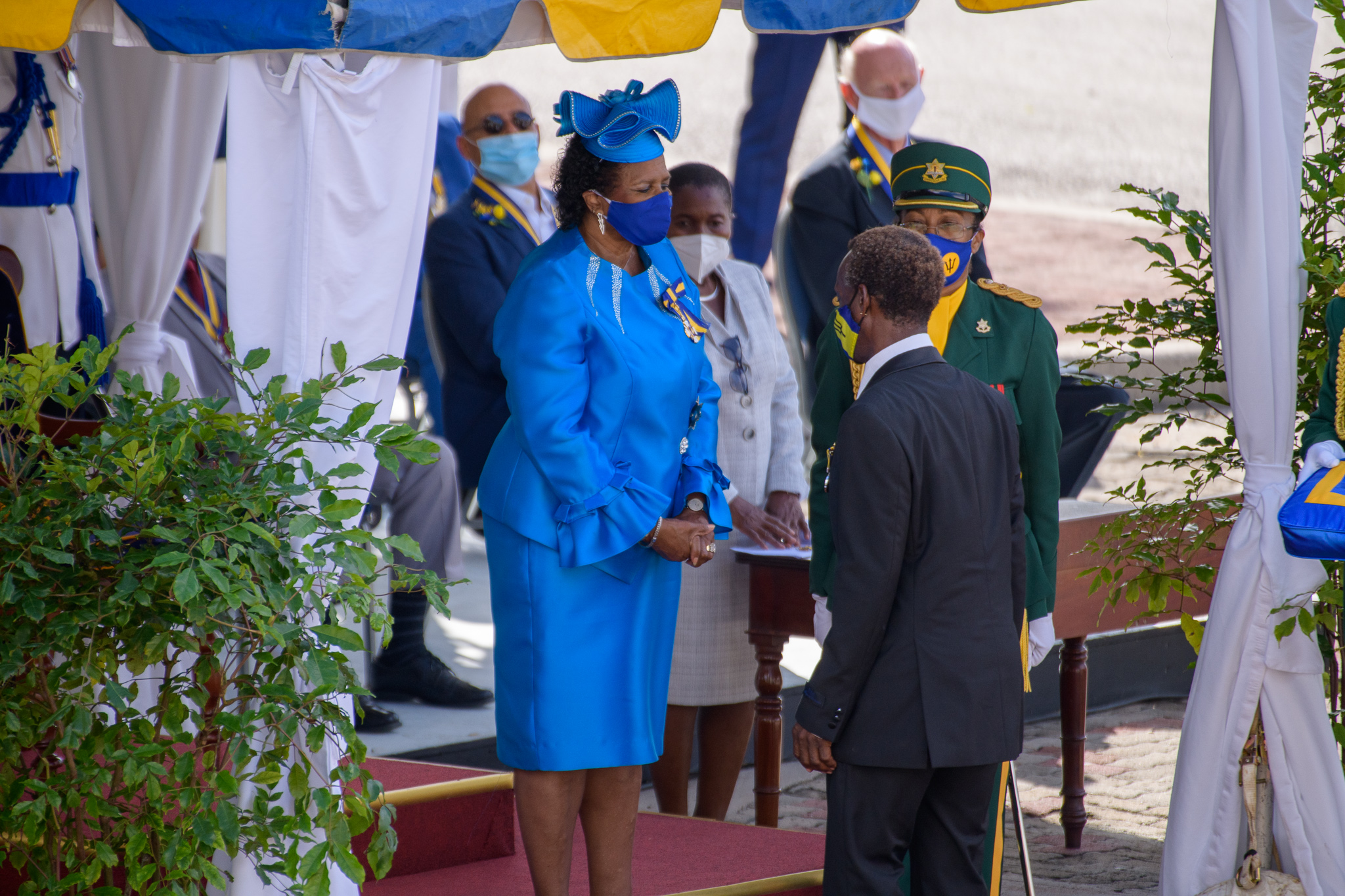
梅森在2020年独立日游行活动上颁发国家奖

2020年，梅森以官方身份发表有关政府政策的御座致辞，这份由政府总理米亚·莫特利撰写的文件宣布巴巴多斯共和国化，不再将女皇伊丽莎白二世视为国家元首。2021年10月12日，获总理莫特利及反对派领袖约瑟夫·阿瑟利提名为首任巴巴多斯总统，10月20日经巴巴多斯两院投票通过，2021年11月30日独立日当天宣誓就任。不过，梅森的总统身份為虚位元首，不具备行政权力，与她之前担任的总督类似。

## 荣誉奖励
- 巴巴多斯圣安德鲁（英语：Knight or Dame of St Andrew）勋章骑士团（英语：Order of Barbados）大总管兼首席女爵士（DA）
- 最卓越的圣米迦勒及圣乔治骑士团大爵级十字勋衔女爵士（GCMG）
- 耶路撒冷圣约翰医院德望崇隆荣誉团的圣约翰爵级天恩司令勋衔女爵士（DStJ）[28][29]
- 巴巴多斯自由勋章（英语：Order of Freedom of Barbados）[22]

## 脚注
1. ↑  中文譯名參考自美國之音報道《用虛位女王換實權習帝: 英重量級議員稱北京施壓巴巴多斯廢除英王元首地位》。

### 文献
- Brathwaite, Joan A. . University of the West Indies Press. 1999: 287. ISBN 9789766400699.
- Erickson, Martha Farrell; Cohen, Cynthia Price; Hart, Stuart; Flekkoy, Malfrid Grude. . Jessica Kingsley Publishers. 2001: 231. ISBN 9780857001740.
- . SoundCloud.   [2021-10-23]. （原始内容存档于2021-10-19）.